# IS (만화)
《IS (아이에스) 남자도 여자도 아닌 성》(IS: 男でも女でもない性)은 로쿠하나 지요의 일본 만화이다. 2011년엔 텔레비전 드라마로 만들어졌다.

## 텔레비전 드라마
2011년 7월 18일부터 TV 도쿄 월요일 10시 시간대에, 《IS: 남자도 여자도 아닌 성》이란 제목으로 방송됐다. 후쿠다 사키와 고리키 아야메가 공동 주연을 맡았다.
캐치 프레이즈는 〈사람은 저마다 다르다.〉

### 출연진

#### 주요 인물
- 호시노 하루 - 후쿠다 사키
- 아이하라 미와코 - 고리키 아야메
- 이부키 겐지 - 이노우에 마사히로
- 사이토 레온 - 이리에 진기

#### 호시노 가
- 호시노 다로 - 다카하시 조지
- 호시노 요코 - 미나미 가호
- 호시노 나츠 - 야마야 가즈미

#### 아이하라 가
- 아이하라 겐이치 - 니시무라 마사히코
- 아이하라 나오코 - 니시다 나오미

#### 이부키 가
- 이부키 소이치 - 오스기 렌

### 원작과 차이점
- 여동생이 쌍둥이가 아니다.
- 미와코가 동급생이 되었다.
- 하루의 아버지가 실직한 상태이다.